# James Hickman
James Hickman (Stockport, 2 de febrero de 1976) es un deportista británico que compitió en natación, especialista en el estilo mariposa.
Ganó catorce medallas en el Campeonato Mundial de Natación en Piscina Corta entre los años 1997 y 2004, tres medallas en el Campeonato Europeo de Natación, en los años 1999 y 2000, y trece medallas en el Campeonato Europeo de Natación en Piscina Corta entre los años 1998 y 2002.
Participó en tres Juegos Olímpicos de Verano, ocupando el séptimo lugar en Atlanta 1996 (20 m mariposa), el octavo en Sídney 2000 (4 × 100 m estilos) y el octavo en Atenas 2004 (4 × 100 m estilos).

## Palmarés internacional
| Campeonato Mundial en Piscina Corta | Campeonato Mundial en Piscina Corta | Campeonato Mundial en Piscina Corta | Campeonato Mundial en Piscina Corta |
| Año                                 | Lugar                               | Medalla                             | Prueba                              |
| ----------------------------------- | ----------------------------------- | ----------------------------------- | ----------------------------------- |
| 1997                                | Gotemburgo (Suecia)                 | Medalla de oro                      | 200 m mariposa                      |
| 1997                                | Gotemburgo (Suecia)                 | Medalla de bronce                   | 4 × 100 m estilos                   |
| 1999                                | Hong Kong (China)                   | Medalla de oro                      | 200 m mariposa                      |
| 1999                                | Hong Kong (China)                   | Medalla de plata                    | 200 m estilos                       |
| 1999                                | Hong Kong (China)                   | Medalla de bronce                   | 100 m mariposa                      |
| 1999                                | Hong Kong (China)                   | Medalla de bronce                   | 4 × 100 m estilos                   |
| 2000                                | Atenas (Grecia)                     | Medalla de oro                      | 200 m mariposa                      |
| 2000                                | Atenas (Grecia)                     | Medalla de plata                    | 100 m mariposa                      |
| 2000                                | Atenas (Grecia)                     | Medalla de plata                    | 200 m estilos                       |
| 2000                                | Atenas (Grecia)                     | Medalla de bronce                   | 100 m estilos                       |
| 2000                                | Atenas (Grecia)                     | Medalla de bronce                   | 4 × 100 m estilos                   |
| 2002                                | Moscú (Rusia)                       | Medalla de oro                      | 200 m mariposa                      |
| 2004                                | Indianápolis (Estados Unidos)       | Medalla de oro                      | 200 m mariposa                      |
| 2004                                | Indianápolis (Estados Unidos)       | Medalla de plata                    | 100 m mariposa                      |
| Campeonato Europeo                  |                                     |                                     |                                     |
| Año                                 | Lugar                               | Medalla                             | Prueba                              |
| 1999                                | Estambul (Turquía)                  | Medalla de plata                    | 100 m mariposa                      |
| 2000                                | Helsinki (Finlandia)                | Medalla de plata                    | 200 m mariposa                      |
| 2000                                | Helsinki (Finlandia)                | Medalla de bronce                   | 100 m mariposa                      |
| Campeonato Europeo en Piscina Corta |                                     |                                     |                                     |
| Año                                 | Lugar                               | Medalla                             | Prueba                              |
| 1998                                | Sheffield (Reino Unido)             | Medalla de oro                      | 100 m mariposa                      |
| 1998                                | Sheffield (Reino Unido)             | Medalla de oro                      | 200 m mariposa                      |
| 1998                                | Sheffield (Reino Unido)             | Medalla de oro                      | 200 m estilos                       |
| 1998                                | Sheffield (Reino Unido)             | Medalla de plata                    | 4 × 50 m libre                      |
| 1998                                | Sheffield (Reino Unido)             | Medalla de bronce                   | 100 m estilos                       |
| 1998                                | Sheffield (Reino Unido)             | Medalla de bronce                   | 4 × 50 m estilos                    |
| 1999                                | Lisboa (Portugal)                   | Medalla de oro                      | 200 m mariposa                      |
| 1999                                | Lisboa (Portugal)                   | Medalla de plata                    | 100 m mariposa                      |
| 1999                                | Lisboa (Portugal)                   | Medalla de bronce                   | 4 × 50 m estilos                    |
| 2001                                | Amberes (Bélgica)                   | Medalla de oro                      | 200 m mariposa                      |
| 2001                                | Amberes (Bélgica)                   | Medalla de plata                    | 4 × 50 m estilos                    |
| 2001                                | Amberes (Bélgica)                   | Medalla de bronce                   | 100 m mariposa                      |
| 2002                                | Riesa (Alemania)                    | Medalla de plata                    | 200 m mariposa                      |